# Língua borgonhesa
O borgonhês (em francês, bourguignon) é uma langue d'oïl, falada na Borgonha e particularmente na área do maciço de Morvan. É uma língua românica constituída do francês antigo, do gaulês, do holandês antigo (em razão da dominação dos duques da Borgonha sobre os Países Baixos) e do alemão antigo. Apresenta numerosas variantes: o dijonnais, o beaunois, o verduno-chalonnais, o valsaônois, o  morvandiau, o auxerrois, o langrois. O morvandiau é uma variedade do borgonhês influenciada pelo falar do centro e do oeste da França, e que se subdivide em outras quatro variantes. 